# Potamobrotica brasiliensis
Potamobrotica brasiliensis es una especie de insecto coleóptero de la familia Chrysomelidae. Fue descrita en 1913 por Bowditch.